# Stormyrtjärnarna, Dalarna
Stormyrtjärnarna är en sjö i Mora kommun i Dalarna och ingår i Dalälvens huvudavrinningsområde.